# Teoria dell'onda pilota
In fisica, la teoria dell'onda pilota è una delle numerose interpretazioni della meccanica quantistica non relativistica. Presentata da Louis de Broglie nel 1927 al quinto congresso Solvay, si caratterizza per la proposta che vi sia un'onda fisica (detta onda di materia o onda pilota) che evolve in base all'equazione di Schrödinger e determina la traiettoria della particella.
De Broglie risolve in questo modo il problema del dualismo onda particella: la particella e l'onda pilota sono entrambe entità fisiche reali e tra loro distinte, benché correlate. L'onda pilota controlla la traiettoria della particella, determinata dalla condizione di guida di de Broglie: 
{\displaystyle v={\dot {x}}={\frac {dx}{dt}}={\frac {\nabla S}{m}}}
dove {\displaystyle v} ed {\displaystyle m} sono la velocità e la massa della particella, {\displaystyle S} la fase dell'onda materiale.

## Storia
I primi risultati di Louis de Broglie sulla sua ipotesi del dualismo onda particella furono presentati nella sua tesi di dottorato del 1924. Nel contesto del modello atomico di Bohr, le onde di materia associate agli elettroni atomici risultavano essere onde stazionarie. I successivi tentativi di sviluppare una teoria dinamica per queste onde materiali mediante un'equazione d'onda relativistica non ebbero successo, finché nel 1926 Schrödinger trovò la sua equazione d'onda (non relativistica). Schrödinger suggerì inoltre che, poiché la sua equazione descrive onde nello spazio astratto delle configurazioni, il concetto di onda materiale associata alla particella (ipotesi di de Broglie) andava abbandonato.
Poco dopo, Max Born dimostrò che la funzione d'onda dell'equazione d'onda di Schrödinger è connessa alla densità di probabilità di localizzare la particella nello spazio fisico.
In seguito a questi risultati, de Broglie cercò delle equazioni relativistiche per la sua teoria, proponendo inizialmente un approccio a "doppia soluzione". Il sistema quantistico sarebbe descritto da un'onda fisica (u) nello spazio fisico, caratterizzata da una limitata regione singolare che produce un comportamento simile a quello delle particelle, più un'onda di probabilità (Ψ) nello spazio delle configurazioni, che serve a dar conto delle proprietà matematiche dell'equazioni associata. De Broglie non indicò esplicitamente la forma analitica dell'equazione relativistica da utilizzare; la sua teoria era quindi da considerarsi una proposta, un progetto di lavoro teorico ancora tutta da sviluppare.
A causa della complessità formale della interpretazione a doppia soluzione, de Broglie decise di abbandonarla, presentando invece alla congresso Solvay del 1927 una sua versione semplificata, la teoria dell'onda pilota. Tuttavia, Wolfgang Pauli durante la conferenza sollevò un'obiezione riguardo a tale proposta, affermando che non trattava adeguatamente il caso dello scattering anelastico profondo. De Broglie non riuscì a replicare a tale obiezione, e abbandonò quindi l'approccio dell'onda pilota.
Una sua riformulazione da parte di David Bohm nel 1952, nota come interpretazione di Bohm, è stata uno dei primi esempi di teoria a variabili nascoste 
caratterizzata da:
- realismo
- causalità
- determinismo
- non-località

Con questa interpretazione si evitano nozioni problematiche come il dualismo onda particella, l'istantaneo collasso della funzione d'onda e il paradosso del gatto di Schrödinger, caratteristiche dell'interpretazione di Copenaghen.